# Supercopa de España femenina de baloncesto 2009
La Supercopa de España femenina de baloncesto 2009 o SuperCopa LF 2009 fue la 7ª edición desde su fundación. Se disputó en el Pabellón Fuente de San Luis de Valencia, Comunidad Valenciana, el día 7 de octubre de 2009, donde el equipo local, el Ros Casares Valencia, conquistó el título por sexta vez en su historia, siendo esta la cuarta vez consecutiva que lo logran.

## Equipos participantes
Los equipos participantes de acuerdo a los criterios de participación establecidos por la FEB fueron: 
| Equipo               | Clasificación                                        | Participación |
| -------------------- | ---------------------------------------------------- | ------------- |
| Ros Casares Valencia | Campeón de la Liga Femenina y de la Copa de la Reina | 6.ª           |
| CB IBiza             | Subcampeón de la Copa de la Reina                    | 1.ª           |

## Árbitros
Los árbitros elegidos para arbitrar la Supercopa fueron:
- Miguel Ángel Garmendia Zorita
- Susana Gómez López

## Final
| 7 de octubre de 2009 | Ros Casares Valencia                                                     | 68–64                                | CB Ibiza                                         | Valencia |  |
| 20:30                | Parciales: 21–9, 13–19, 18–11, 16–25                                     | Parciales: 21–9, 13–19, 18–11, 16–25 | Parciales: 21–9, 13–19, 18–11, 16–25             | |  |
|                      | Estadísticas de Souza 16 Milton, de Souza 8 Snell, Aguilar 3 de Souza 21 | Reporte Pts Reb Asts Val             | Estadísticas 15 Johnson 9 Nero 3 Johnson 22 Nero | Pabellón: Pabellón Fuente de San Luis Árbitros: Miguel Ángel Garmendia Zorita, Susana Gómez López Televisión: |  |

### Plantillas
| #            | Jugadora             |
| ------------ | -------------------- |
| 4            | Jana Veselá          |
| 6            | Belinda Snell        |
| 7            | DeLisha Milton-Jones |
| 9            | Laia Palau           |
| 10           | Elisa Aguilar        |
| 12           | Anna Montañana       |
| 13           | Amaya Valdemoro      |
| 14           | Érika de Souza       |
| 15           | Ljubica Drljača      |
| Entrenador   |                      |
| Ismael Cantó |                      |

| Campeonas de la Supercopa de España femenina de baloncesto 2009 |
| --------------------------------------------------------------- |
| Ros Casares Valencia 6.º título                                 |

| MVP:           |
| -------------- |
| Érika de Souza |

| #           | Jugadora        |
| ----------- | --------------- |
| 5           | María Bolonio   |
| 7           | Alicia López    |
| 8           | Lori Nero       |
| 9           | Lorena Infantes |
| 10          | Amanda Jackson  |
| 11          | Nnena Wabara    |
| 12          | Krissy Badé     |
| 13          | Marina Mazić    |
| 14          | Shannon Johnson |
| 15          | Nuria Ramiro    |
| Entrenador  |                 |
| Jenaro Díaz |                 |